# Bundesdisziplinarkammer
Die Bundesdisziplinarkammern waren von 1953 bis 1967 Bundesgerichte und selbständige Dienststellen der Verwaltungsgerichtsbarkeit nach Art. 96 Art. 3 Grundgesetz und Disziplinargerichte erster Instanz in förmlichen Disziplinarverfahren von Bundesbeamten.
Über Berufungen gegen Urteile der Bundesdisziplinarkammern entschied der Bundesdisziplinarhof. Der Präsident des Bundesdisziplinarhofs führte die Dienstaufsicht über die Geschäftsführung der Bundesdisziplinarkammern.

## Geschichte
Das Gesetz über die Errichtung von Bundesdienststrafgerichten vom 12. November 1951 (BGBl. I S. 883) regelte, dass der Bundesminister des Innern durch Verordnung „Bundesdienststrafkammern“ errichtet sowie ihren Sitz und Bezirk bestimmt. Die in der Reichsdienststrafordnung vom 26. Januar 1937 (Reichsgesetzbl. I S. 71) vorgesehenen Reichsdienststrafkammern wurden in Bundesdienststrafkammern umbenannt. Mit Gesetz vom 28. November 1952 (BGBl. I S. 749) wurde der Begriff durch Bundesdisziplinarkammern ersetzt. Zudem erhielt die Reichsdienststrafordnung die Bezeichnung Bundesdisziplinarordnung.
1967 wurden die Bundesdisziplinarkammern formal aufgelöst. Sie gingen als örtlich zuständige Kammern in dem neuen Bundesdisziplinargericht in Frankfurt am Main auf, das aus der Bundesdisziplinarkammer I und ihrer Geschäftsstelle gebildet wurde.

## Kammern
Der Bundesminister des Innern erließ am 5. Januar 1953 (BGBl. I S. 7) die Verordnung über die Errichtung von Bundesdisziplinarkammern. Demnach wurden 13 Kammern mit je einer Geschäftsstelle eingerichtet. Die Geschäftsstelle der Bundesdisziplinarkammer I hatte die Aufgaben einer Hauptgeschäftsstelle. Die Aufsicht über die Geschäftsstellen führte der Vorsitzende der Bundesdisziplinarkammer I.
| Bezeichnung                  | Gerichtsbezirk                                                                                   | Sitz der Geschäftsstelle | angegliedert an              |
| ---------------------------- | ------------------------------------------------------------------------------------------------ | ------------------------ | ---------------------------- |
| Bundesdisziplinarkammer I    | Hessen                                                                                           | Frankfurt am Main        | –                            |
| Bundesdisziplinarkammer II   | Baden-Württemberg, Regierungsbezirke Nord- und Südbaden                                          | Karlsruhe                | Oberpostdirektion Karlsruhe  |
| Bundesdisziplinarkammer III  | Baden-Württemberg, Regierungsbezirke Nordwürttemberg und Südwürttemberg-Hohenzollern             | Stuttgart                | Eisenbahndirektion Stuttgart |
| Bundesdisziplinarkammer IV   | Bayern, Regierungsbezirke Ober- und Niederbayern, Oberpfalz, Schwaben, Kreis Lindau              | München                  | Eisenbahndirektion München   |
| Bundesdisziplinarkammer V    | Bayern, Regierungsbezirke Ober-, Mittel- und Unterfranken                                        | Nürnberg                 | Eisenbahndirektion Nürnberg  |
| Bundesdisziplinarkammer VI   | Berlin                                                                                           | Berlin-Charlottenburg    | Bundesverwaltungsgericht     |
| Bundesdisziplinarkammer VII  | Hamburg                                                                                          | Hamburg                  | Eisenbahndirektion Hamburg   |
| Bundesdisziplinarkammer VIII | Niedersachsen, außer Regierungsbezirke Aurich, Osnabrück, Stade; Verwaltungsbezirk Oldenburg     | Hannover                 | Oberpostdirektion Hannover   |
| Bundesdisziplinarkammer IX   | Bremen, niedersächsische Regierungsbezirke Aurich, Osnabrück, Stade; Verwaltungsbezirk Oldenburg | Bremen                   | Oberpostdirektion Bremen     |
| Bundesdisziplinarkammer X    | Nordrhein-Westfalen, Regierungsbezirke Düsseldorf, Aachen, Köln                                  | Düsseldorf               | Oberpostdirektion Düsseldorf |
| Bundesdisziplinarkammer XI   | Nordrhein-Westfalen, Regierungsbezirke Arnsberg, Detmold, Münster                                | Dortmund                 | Oberpostdirektion Dortmund   |
| Bundesdisziplinarkammer XII  | Rheinland-Pfalz                                                                                  | Mainz                    | Eisenbahndirektion Mainz     |
| Bundesdisziplinarkammer XIII | Schleswig-Holstein                                                                               | Kiel                     | Oberpostdirektion Kiel       |

## Amtstracht
Die Amtstracht der Vorsitzenden der Bundesdisziplinarkammern bestand aus einer Amtsrobe und einem Barett gemäß der Anordnung des Bundespräsidenten über die Amtstracht bei den Bundesdisziplinargerichten vom 31. März 1953 (BGBl. I S. 122). Die Farbe der Amtstracht war schwarz. Der Besatz an der Amtsrobe und am Barett der Bundesrichter bestand aus Samt. Die Vorsitzenden der Bundesdisziplinarkammern trugen am Barett eine Schnur in Silber.